# Mart Saar
Mart Saar   (Hüpassaare, 16 de setembre de 1882 (Julià) - Tallinn, 28 d'octubre de 1963) va ser un compositor, organista i col·leccionista de cançons populars estonià.

## Biografia

### Infància
Saar va néixer al petit municipi de Hüpassaare (ara a Karjasoo, parròquia de Suure-Jaani), Kreis Fellin a la governació de Livonia de l’Imperi Rus (ara Estònia), fill de Mihkel i Ann Saar (de soleta Kimmel). El seu pare treballava en el negoci forestal. Era el més gran de quatre germans; Anna (1885–1968), Hans (1895–1979) i Jaan (1897–1898).
Va quedar fascinat per la música als cinc anys, quan va escoltar una harmònica i un platillo en un casament. Aviat va començar a aprendre l'orgue pel seu compte, tocant melodies d'oïda. Saar va aprendre a reconèixer les notes del llibre d'Andreas Erlemann Musika öppetus. Segons el mateix compositor, el va llegir cent vegades.
Va rebre la seva educació a l'escola del poble de Kaansoo i a l'escola parroquial de Suure-Jaani. El seu professor de música a l'escola parroquial de Suure-Jaani va ser Joosep Kapp, el pare d’Artur Kapp, un altre famós compositor estonià. A més, el pare de Saar era un organista talentós, que li donava classes a casa.
| «                                                               | Quan vaig començar segon grau a la tardor del mateix any (1888), Mart Saar, el fill del silvicultor de Hüpassaare, va ser portat a primer grau. A Mart Saar, que s'havia trobat enmig d'un enrenou tant des del seu racó de casa aïllat i la tranquil·litat del bosc, no li agradava aquí. Va intentar fugir diverses vegades. Aleshores, el professor va enviar nens més grans perquè l'atrapessin i el tornessin. /…/ Mart Saar no era especialment sociable. Però aviat es va fer amic de mi perquè tenia una flauta d'ànec. /.../ Es va comprar un orgue per a l'escola a la tardor de 1889. /.../ Ara que Mart Saar havia pogut practicar l'orgue unes quantes vegades, el professor li va permetre començar a tocar a les oracions matinals i a les classes de cant. /…/ Mentre jugava, a Mart Saar li encantaven els acompanyaments i també trinar amb ells. Va ser més bonic, però un dia se li va complicar massa i el camí es va enredar. Aleshores el nen va rebre una renya del professor. No era exactament un showman, però podia ser bastant entretingut darrere de l'orgue. Una vegada, mentre jugava, va girar la cara cap a la classe i d'amagat va fer ganyotes imitant el professor. Ell mateix no estava confós, però els estudiants van començar a riure i la cançó es va aturar. | » |
| — Record del company d'escola de Mart Saar, Jüri Kuldkep (1957) | |   |

| «                                                                             | Saar era d'alguna manera meravellosament sorprenent, un nen prim amb ulls malaltissos. Hi havia alguna cosa antinatural en tot el seu ésser; es mantenia allunyat dels seus companys d'escola, era sord i vivia dins d'ell com si estigués en un món especial. El seu sentit estètic inusualment desenvolupat no li permetia tenir el més mínim desordre a la roba, per això es va convertir en una burla dels altres nois. Però era molt perillós, perquè Saar no entenia la broma amb els seus burladors i la seva ira ferotge de vegades agafava un aspecte molt poc natural, de manera que només s'atrevien a fer els seus comentaris a l'esquena de Saar i a endevinar els seus moviments sobtats i el seu comportament espontani. | » |
| — Record de Hans Siimer, un company d'escola de l'època de Suure-Jaani (1932) | |   |

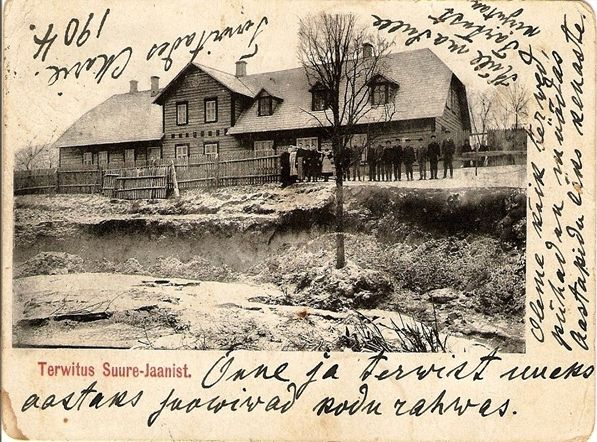
Escola parroquial de Suure-Jaani en una postal de 1903

Després de Suure-Jaani, Saar va estudiar a l'escola de la ciutat d'Estonia  Alexander a Põltsamaa des de 1899 fins a 1901. A l'escola, la llengua d'instrucció era el rus, i es va estendre el nacionalisme estonià. Allà, Saar es va familiaritzar més amb la literatura estoniana, però també va adquirir la llengua russa necessària per als estudis universitaris. Saar no va acabar l'escola.

### Sant Petersburg i Tartu
El 1901, Saar va marxar de casa per estudiar música al Conservatori de Sant Petersburg, estudiant orgue amb Louis Homilius. Un any més tard també va començar a estudiar composició, primer amb Anatoli Lyadov, i més tard amb Nikolai Rimsky-Korsakov. L'any 1901 va morir el pare de Mart Saar, de manera que el ja pobre estudiant no podia comptar amb el més mínim suport de casa. La Suure-Jaani Song Society va organitzar festes per donar suport als estudis de Mart Saar i Juhan Aavik. Mart Saar també va ser molt ajudat pel fet que, gràcies als seus bons resultats als exàmens, va quedar exempt de la meitat de les taxes de matrícula el primer any, i de tota la matrícula després d'això. Malgrat tot, els anys a Sant Petersburg van ser molt difícils per a Saar. Ell mateix ha recordat que de vegades ell i el seu company d'escola Peeter Süda no podien menjar res durant dues setmanes i només beure aigua. Per aconseguir una mica de diners, Peeter Süda va vendre el barret de Mart Saar, que va ser suficient per aconseguir una mica de pa i un glop de te unes quantes vegades. A partir d'aquell moment, van utilitzar un barret per a tots dos i ja no van poder sortir junts.

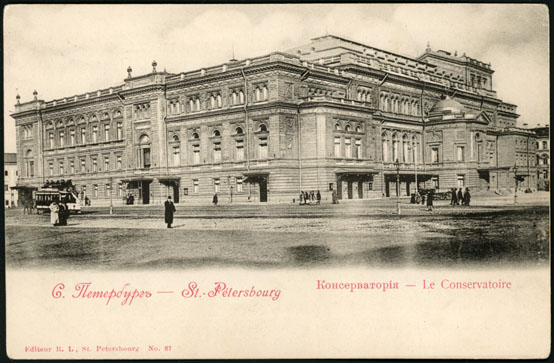
Conservatori de Sant Petersburg a principis del segle XX

L'estiu de 1904, Saar va participar en la recollida sistemàtica de cançons populars que havia començat: el 1904 va anar sol a la parròquia de Vändra i el 1907, juntament amb Hans Siimer, a la parròquia de Suure-Jaani. Nikolai Rimsky-Korsakov havia animat Saar a utilitzar melodies populars en la seva obra. Juntament amb Peeter Süd, va sorgir la idea d'utilitzar melodies populars en polifonia.
| «                                                                              | Els viatges de recollida de cançons es van estendre àmpliament. Tot va ser sincer. | » |
| — Mart Saar en conversa amb Herbert Tampere i Aino Strutzkin l'octubre de 1962 |                                                                                    |   |

L'atmosfera amant de l'art de Sant Petersburg també va influir en la seva obra. Sovint assistia a concerts, escoltant interpretacions, entre d'altres, d'Artur Nikisch, Josef Hofmann, Oskar Fried, Aleksandr Zilot, Aleksandr Scriabin, Nikolai Medtner i Leonid Sobinov. Saar es va graduar al Conservatori de Sant Petersburg amb una llicenciatura en orgue el 1908. en moneda de plata.
Després de graduar-se al conservatori, Saar es va instal·lar a Tartu, on els principals desenvolupadors de la vida musical havien estat Aleksander Läte i Rudolf Tobias. Läte, un reconegut pedagog, havia fundat la primera orquestra simfònica d'Estònia a Tartu el 1900, així com el seu propi cor masculí i mixt. Tobias també va destacar com a professor, donant classes de solfeo i piano. El 1907, Läte va deixar Tartu per millorar la seva salut a l'estranger, i un any més tard Tobias va marxar a l'estranger per buscar millors oportunitats. Molts dels seus estudiants van començar a estudiar amb Saar. A més d'ensenyar, Saar actuava en concerts com a organista, interpretava les seves pròpies obres com a solista de piano o acompanyant i escrivia crítiques musicals. Com a compositor, va destacar pel seu misticisme, secretisme i llenguatge sonor modernista, provocant opinions contradictòries entre els oients. Les seves obres corals també acostumen a ser massa difícils per interpretar grups.
| «                                     | Sovint trobem quelcom de místic i secret a les obres sonores de Saar, també té molta calidesa i tendresa, ja que totes les seves obres estan lluny de ser estereotipades. | » |
| — Revisió anònima al diari Elu (1907) | |   |

| «                                                              | L'elaboració diligent i el sentiment artístic impulsiu donen a les seves obres un valor perdurable, però no trobaran aviat resposta entre el públic en general. | » |
| — El compositor letó Jānis Zālītis al diari Päevaleht el 1910. | |   |

| «                                                  | Sembla que s'ha perdut en un laberint interminable de sons i està buscant la manera d'aconseguir alguna cosa nova, quelcom que mai no havia sentit ni conegut abans... trobarà el camí anhelat cap al paradís promès? Ja veus, s'atreveix i segueix buscant. | » |
| — Revisió anònima al diari Tallinna Teataja (1910) | |   |

| « | M. No m'agradaria escoltar les obres orquestrals de Saar per segona vegada, per molt que respecte la capacitat d'aquest compositor en la música vocal. Hem de recordar sempre que tota obra musical ha de contenir alguna cosa, ha de representar alguna cosa. Però vagar sense rumb en un laberint de dissonàncies encara no es pot considerar una obra musical. | » |
| — Revisió anònima al diari Tallinna Teataja (1910), Revisió anònima al diari Tallinna Teataja (1910) | |   |

De 1909 a 1911, Saar va viure alternativament a Sant Petersburg i Tartu, continuant els seus estudis de composició amb Anatoly Ljadov. A Sant Petersburg, Saar va estar exposat a la música dels compositors europeus més famosos, especialment Chopin, Grieg, Debussy i Skrjabin.
L'agost de 1915, Mart Saar es va casar amb Elise, la filla del mestre Fritz Paalmann. Saar va conèixer la família Paalmann a Tartu el 1907 i es va vincular més a la més jove de les tres germanes, Liine Paalmann. Per la insistència del seu futur sogre, Saar es va haver de casar amb la filla mitjana, Elise. La parella va tenir dos fills; una filla Heli (1917–1975) i un fill, Ülo (1927–1945). El matrimoni va acabar en divorci quan l'Elise es va traslladar als Estats Units el 1937, inicialment esperant que Saar s'unís a ella. Tanmateix, Saar va decidir que no volia marxar d'Estònia. Saar es va casar més tard amb Magda Elisabeth Takk i va tenir una filla anomenada Tuuli.
Durant la Primera Guerra Mundial, Mart Saar va treballar durant un breu temps com a professor de música al Seminari de Mestres de Tartu. El 1919, però, va començar a treballar com a professor a la recentment inaugurada Escola Superior de Música de Tartu. Al mateix temps, va començar a dedicar més temps a la composició que abans. El 1921, Saar havia escrit unes 300 obres. A finals d'estiu del mateix any, un incendi va esclatar a la seva casa de Tartu, destruint més de 70 peces per a piano, més de 50 cançons corals, unes 40 cançons en solitari i manuscrits de treballs teòrics. Després de l'incendi, Saar es va establir a Tallinn.

### Tallinn i Hüpassaare

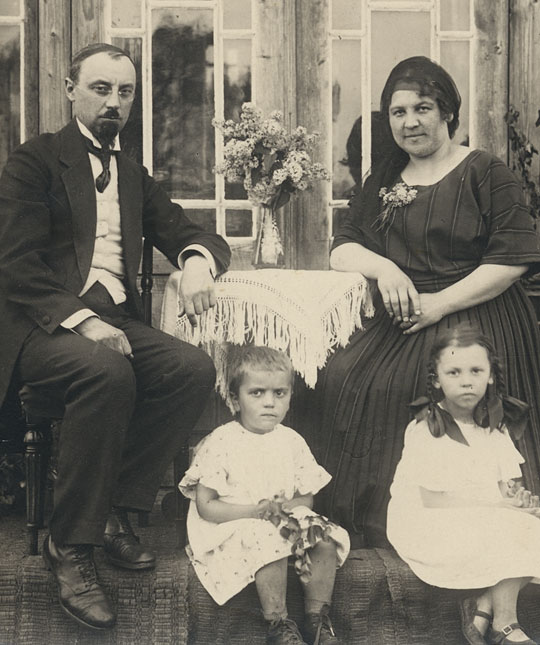
Mart i Elise Saar el juny de 1922 a Hüpassaare. Assegudes al davant hi ha la neboda Helmi Tomson i la filla Heli.

A Tallinn, i sobretot a l'estiu a Hüpassaare, Saar es va centrar en la composició. Cada cop actuava menys a l'orgue, i pujava als escenaris principalment com a acompanyant de piano per a les seves cançons en solitari. Les seves cançons corals es van fer cada cop més populars, mentre que les seves peces per a piano i les seves cançons en solitari encara eren poc interpretades. En aquells anys, la generació més jove d'oients va mostrar un interès relativament més gran per l'obra de Saar. Malgrat la seva creixent popularitat, l'obra coral de Saar encara va generar opinions contradictòries entre la crítica. Quan es va celebrar la primera vetllada de les obres sonores de Mart Saar l'any 1922, es va escriure a Päevaleht que Saar estava intentant crear un nou estil estonià, combinant elements de la música popular amb l'expressionisme, la qual cosa va donar com a resultat un efecte vergonyós fins i tot el cant coral i no natural. Tres anys més tard, Artur Lemba va escriure a Päevaleht: «Té talent, potser fins i tot talent individual, però les seves obres no aconsegueixen impacte musical, perquè de vegades s'escriuen desfavorablement per a veus». Theodor Lemba, però, va trobar en les obres de Saare una certa recerca de l'originalitat artificial, «que es manifesta en una bella harmonització arriscada i modernitzada».
El 1927, però, les avaluacions de l'obra de Saar havien pres un gir decisiu. Després del concert a Tallinn, Theodor Lemba va escriure a Päevaleht: «No es pot negar que les seves obres sonores... contenen moltes característiques interessants. Això s'ha de subratllar especialment en les seves peces per a piano, que van ser realment sorprenents». Una ressenya anònima del diari del mateix concert va qualificar les peces per a piano de Saare com a úniques i extremadament interessants. El canvi de valoracions també queda confirmat pel discurs d'August Topmann, que va obrir el concert.
| « | Amb Mart Saar, va començar una nova era per a nosaltres en la direcció de la música nacional, que en un principi semblava estranya per a la nostra vella generació a causa del caràcter septentrional i dur de la música popular d'Estònia, així com per la influència dels estrangers a què estàvem acostumats, però d'una manera gratificant, la nostra generació més jove, en particular, comença a entendre més i més la música nacional. | » |
| — Discurs del compositor i organista August Topman abans d'un concert de les obres musicals de Mart Saar (1927) | |   |

Tanmateix, la situació financera de Mart Saar encara era modesta. El 1928, l'esposa de Saare, Elise, va anar als EUA a la recerca de millors condicions de vida. Dos anys més tard, la seva filla Heli la va seguir. Elise també va convidar el seu marit a Amèrica quan havia trobat una feina adequada per a Saar com a organista en una església de Nova York. Però Saar no va voler marxar d'Estònia, fins i tot quan Elise li va demanar que l'acompanyés per darrera vegada durant la seva visita el 1939. La filla Heli va viatjar a Estònia per veure el seu pare el 1937. El desig de quedar-se a la seva terra va significar el final del matrimoni de Mart i Elise Saar.

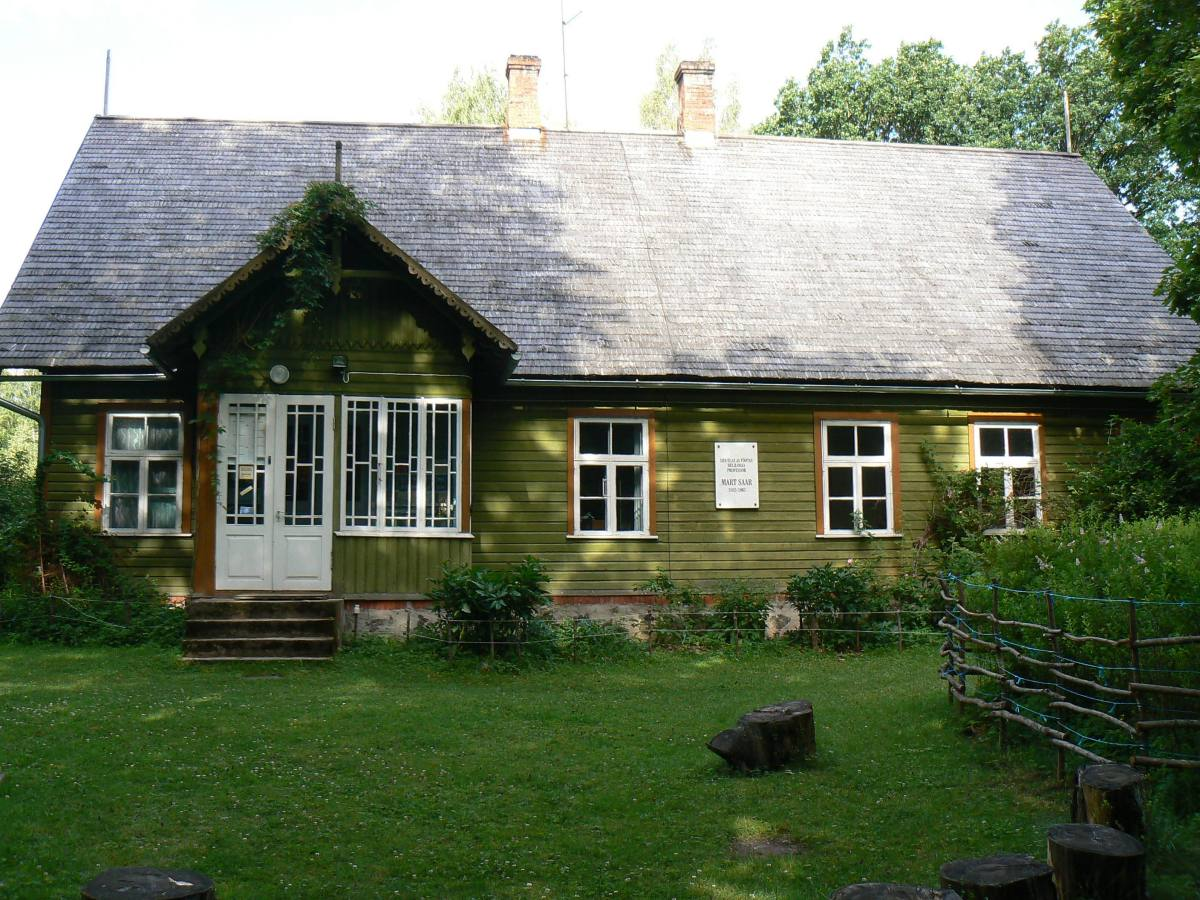
La casa de Mart Saar a Hüpassaare, construïda el 1911 pel cunyat del compositor, Mart Tomson. Després de la mort de Saare, la casa va ser àmpliament reconstruïda. Actualment, s'hi troba la Casa Museu Mart Saar.

Des del 1928 fins al 1929, Saar va editar la revista Muusikaleht. A finals de la dècada de 1920, Saar va començar a sol·licitar el dret de vida per utilitzar la granja Hüpassaare. La granja havia pertangut tradicionalment a un forestal, i quan el pare de Mart Saar va morir el 1901, Saar l'havia d'heretar juntament amb el càrrec. Tanmateix, Saar no va voler ocupar el càrrec de forestal i va vendre el dret al seu cunyat Mart Tomson. Tanmateix, a principis dels anys 20, Mart Tomson va tenir malentesos amb els seus superiors i va ser acomiadat. Tot i que els edificis de la granja s'havien construït amb els diners de Tomson, es va exigir que els deixés al nou guarda forestal. Per resoldre la situació, el germà petit de Mardi, Hans, va acceptar convertir-se en el nou forestal. Mart Saar, el treball del qual havia estat extraordinàriament influenciat per Hüpassaare, encara volia ser propietari de la granja sense la posició de guarda forestal. El 1930, la granja li va ser arrendada només per un any. L'any següent, Muusikalehte va escriure: «Mart Saar, la vida sorollosa i nerviosa de la ciutat té un impacte significatiu en la seva salut, necessita una llar, on s'allotja actualment com a hoste, per continuar la seva creació, on podria treballar sense molèsties: La major part de la seva creació està connectada amb Hüpassaar. Però també la necessitaria per guanyar-se la vida, sembla estrany que la nostra figura cultural sigui tan estranya... els mèrits romandran per sempre tancats a la nostra cultura...»
Aviat el desig de Saar va ser satisfet i va començar a viure a Hüpassaar tot l'any. Allà va comprar una impremta i va començar a publicar les seves pròpies obres. El motiu d'aquest moviment era clar, l'any 1935 va escriure en una carta: «Una vegada a la meva vida m'han colpejat amb un fort cop, és la desgràcia més gran de tota la meva vida que he conegut i experimentat, que equival a la pèrdua de tots els meus fills. Va ser l'incendi de Tartu el 1921, on més de 200 dels meus manuscrits es van perdre... El foc em va fer recaptar diners per publicar les meves obres... És segur que si només confies en altres editorials, pots estar segur que només una part mínima de les teves obres es publicarà i la majoria en convertirà de totes maneres en pols, i que l'espectre d'un incendi pot tornar a estar a l'aguait». Al mateix temps, Saar s'enfrontava a altres preocupacions. Els edificis de la granja, especialment el graner, estaven en ruïnes, i hi havia una gran manca de diners. La situació va millorar significativament gràcies a la beca de treball habitual de la Dotació Cultural per a la Música. Les obres de Saar també van tenir èxit en concursos de cançons en solitari i corals. La crítica musical a la premsa també va ser aprovada per unanimitat a partir dels anys trenta. El treball de Saar també va ser molt apreciat per les revistes musicals letones i posteriorment finlandeses i sueques.
Mentrestant, Saar va conèixer a Magda Taki, que es va convertir en la seva segona dona. Es van casar el 1943 i quatre anys abans va néixer la seva filla Tuuli.
El 1943, Saar va començar a treballar al Conservatori de Tallinn, on quatre anys més tard se li va concedir el títol de professor. Va continuar vivint a Hüpassaar, només viatjava a Tallinn per treballar un cop a la setmana. Entre els seus estudiants hi havia Ester Mägi, Jaan Rääts, Harri Otsa, Arne Oit i Valter Ojakäär. A més de la seva tasca pedagògica, cada cop tenia menys temps per compondre. Saar només va escriure tres obres per a piano des que va començar a treballar al conservatori fins a la seva mort. Durant aquests anys, va compondre principalment cançons en solitari, moltes de les quals eren lleials al poder soviètic (per exemple, Festa de la collita de la granja col·lectiva, Cançó dels secs i Cançó del front obrer). Les obres escrites durant les ocupacions es caracteritzen per una major melodia, harmonia senzilla i forma clara.
El 1956, la salut de Mart Saar es va deteriorar sobtadament, el seu costat esquerre es va paralitzar parcialment, i va haver de renunciar a tota feina. Es va recuperar parcialment i va continuar component. Va escriure més d'un centenar d'obres més per a tot tipus de cors, així com cançons en solitari. En els darrers anys, el llenguatge fonètic de Saar era molt senzill. Mart Saar va morir a Tallinn el 28 d'octubre de 1963 i va ser enterrat el 3 de novembre al Cementiri de Suure-Jaani.

### Obres
Al començament de la seva carrera, Saar va ser influenciat per la música europea de principis del segle xix.
Més tard a la seva vida, Saar va combinar la música folk estoniana amb sons més contemporanis. A més de compondre, Saar també va escriure lletres d'algunes de les seves cançons. Normalment, aquestes lletres expressen un amor per Estònia i la natura. També aborden la brevetat de la vida. La lletra de Saar s'ha comparat amb la poesia d'Anna Haava i Juhan Liiv.
Mart Saar va establir les bases de l'estil nacional estonià i la música coral professional d'Estònia amb la seva obra. Va ser el primer a connectar la cançó popular estoniana més antiga amb el llenguatge musical modern. També ha estat anomenat el primer modernista d'Estònia. Les obres de Mart Saar es caracteritzen principalment per dos temes: la natura i l'amor. Pel que fa al gènere, gairebé tota la seva obra es divideix en tres: música coral, obres per a piano i cançons en solitari. Va escriure molt: un total d'unes 400 cançons corals, 140 cançons en solitari i 130 peces per a piano, de les quals unes 170 van ser destruïdes en un incendi l'any 1921. A més dels tres gèneres principals, només hi ha dues obres orquestrals de 1908 (Masurka i el poema-preludi en mi bemoll menor), música de Julius Oengo per a l'obra de conte de fades La princesa perduda, dues obres simfòniques vocals (Tot no s'ha perdut encara i Alegria per a la Filla), Fantasia i fuga per a orgue i el poema simfònic Pühajärv i Poeemfantaasia per a orgue.
El llenguatge sonor de l'obra anterior de Saar és modernista, amb elements tant d'impressionisme com d'expressionisme a les obres. Impressionistes, per exemple, són algunes de les cançons corals de la primera col·lecció coral de Saar Cançons del cor mixt i els preludis de piano. L'expressionisme es manifesta principalment en cançons en solitari, com les cançons Ocell negre, Filera de núvols, Aparences com un somni i Flor de tardor. Cap al final de la seva vida, però, l'harmonia i la forma de les obres de Saare es van fer cada cop més senzilles.
| «                | Mart Saar va ser el primer compositor que va ser capaç de captar la singularitat i la bellesa úniques de les cançons populars d'Estònia a la seva obra, va ser capaç de capturar l'ànima de la gent, la seva essència. Amb la seva obra, Saar ha retornat el ric patrimoni musical creat al llarg dels segles en una nova interpretació artística, per això s'ha tornat tan proper a nosaltres com les antigues cançons populars ho eren del mateix compositor. /.../ Amb Mart Saar va començar una nova etapa en la història de l'ús de les cançons populars estonianes. | » |
| — Vardo Rumessen | |   |

## Obres seleccionades
Les obres per a cor mixt inclouen:
- Põhjavaim (Esperit del Nord)[41]

- Seitse Sammeldunud Sängi (Set tombes revestides de molsa)[42]

- Oh Kodumaa (Oh, la meva pàtria)[43]

- Mis Sa Nutad, tammekene? (Per què plores, roure?)

- Kõver Kuuseke (Avet tort)

- Mälestus (Un record)

- Allik (font de fonts)[44]

Les obres per a cor masculins inclouen:
- Küll ma Laulaks (cor)[45]

Les obres per a cor femení inclouen:
- Päikesele (al sol)[46]

Les cançons en solitari inclouen:
- Must Lind (ocell negre)

- Lauliku Talveüksindus (La solitud d'hivern del cantant)

La música de piano inclou:
- 20 Rahvaviisi (20 cançons populars)

- Eesti Süidid (suites estonianes)

- Prelüüd ja Fuuga G-duur (Preludi i fuga en sol)

- Humoresk (humoresc)

- Skizze (preludis)